# Marika Hackman

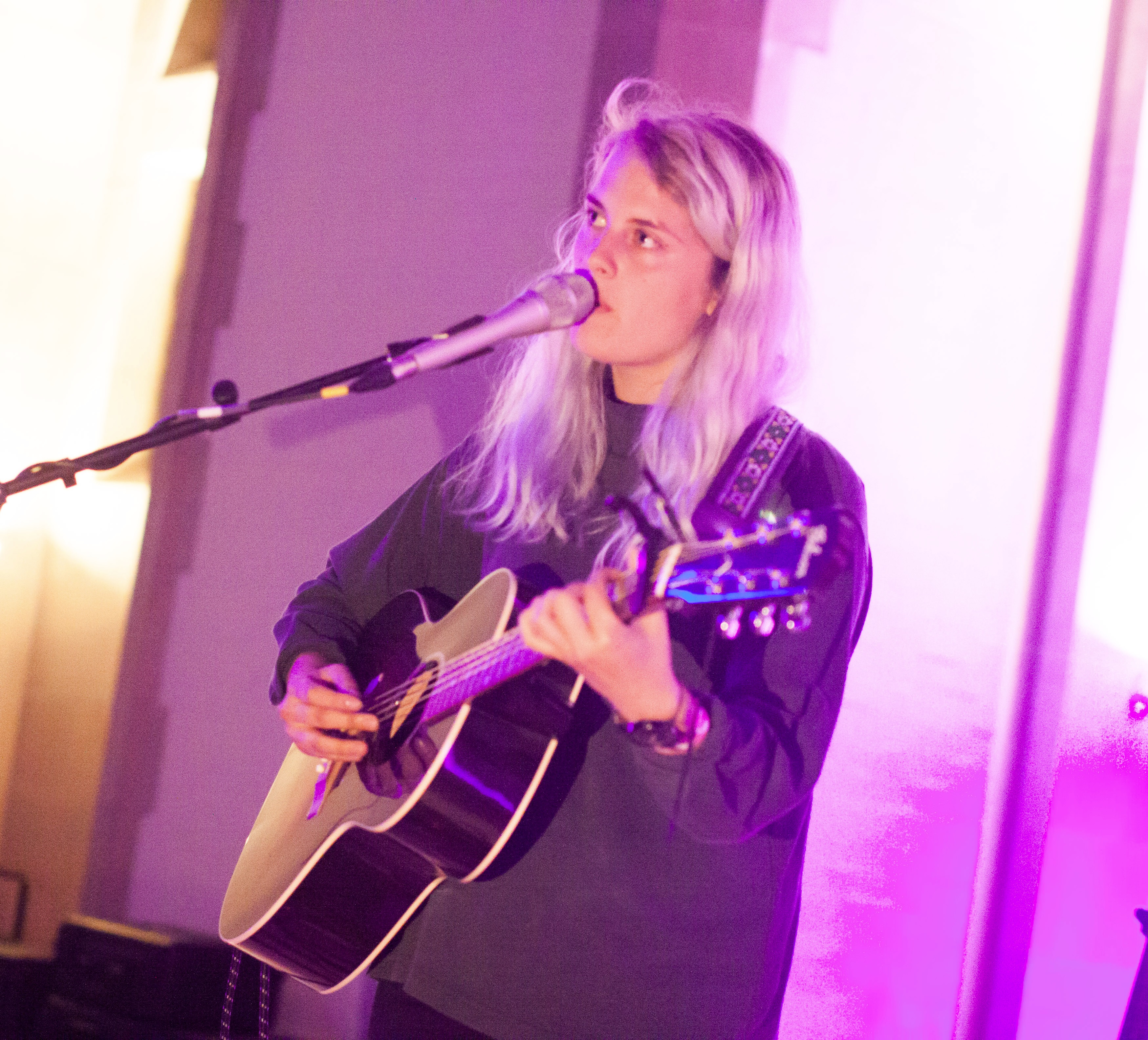
Marika Hackman, 2015

Marika Hackman (* 17. Februar 1992) ist eine britische Singer-Songwriterin aus dem Bereich der Folk-/Popmusik. Sie ist seit 2012 im Musikgeschäft tätig.

## Werdegang
Marika Hackman wurde in der englischen Grafschaft Hampshire geboren. Mit vierzehn Jahren sammelte sie erste Auftrittserfahrungen als Schlagzeugerin einer Cover-Band mit ihrer Freundin Cara Delevingne. Im Jahr 2012 wurde Hackman über die Kontakte Delevingnes als Model für Burberry auserkoren und trat als Solokünstlerin in Läden des Labels auf.
Hackmans erste Veröffentlichung als Solo-Sängerin geschah im Jahr 2012, als das Label Transgressive ihre Single You Come Down herausbrachte. Danach veröffentlichte sie eine EP mit Coverversionen zum freien Download. Ihre erste EP mit Eigenkompositionen kam im Jahr 2013 unter dem Titel That Iron Taste heraus, gefolgt von Sugar Blind (2013) und Deaf Heat (2014).
Für ihr Debütalbum setzte Marika Hackmans auf den Alt-J-Produzenten Charlie Andrews, mit dem sie schon zuvor zusammengearbeitet hatte. Es kam im Februar 2015 unter dem Titel We Slept At Last heraus, auf dem mit Universal verknüpften Label Dirty Hit. Auf Metacritic erhielt das Album eine Wertung von 73/100 und landete in den britischen Charts auf Platz 60.
Ihr zweites Album I’m Not Your Man erschien im Juni 2017 bei Sub Pop und AMF Records. Es erreichte Platz 74 der britischen Charts.
Im August 2019 kam ihr drittes Album Any Human Friend heraus, in dessen Texten Marika Hackman hauptsächlich sexuelle Themen verarbeitete. In den britischen Charts erreichte das Album Platz 42.

## Diskografie

### Alben
- 2015 – We Slept at Last
- 2017 – I'm Not Your Man
- 2019 – Any Human Friend
- 2020 – Covers
- 2024 – Big Sigh

### EPs
- 2013 – Free Covers
- 2013 – That Iron Taste
- 2013 – Sugar Blind
- 2014 – Deaf Heat

### Singles
- 2012 – You Come Down (2012)
- 2012 – Bath Is Black (2013)
- 2012 – Drown (2014)
- 2012 – Animal Fear (2015)
- 2022 – Summerside (mit Federico Albanese)